# 조 디니콜
조 디니콜(Joe Dinicol, 1983년 12월 22일 ~ )은 캐나다의 배우이다.

## 출연 작품

### 영화
- 패티 햄버거 (2003, Fast Food High)
- 카트 레이서 (2003)
- 마쉬 (2006)
- 레릭 2 - 돌아온 전설 (2006, Bottom Feeder)
- 위어즈빌 (2007, Weirdsville)
- 다이어리 오브 데드 (2007)
- 파스샹달 (2008)
- Puck Hogs (2009)
- 스콧 필그림 (2010)
- Reviving Ophelia (2010)
- Servitude (2011)
- Cubicle Warriors (2013)

### 텔레비전
- 애로우: 어둠의 기사 (2016-17, 2019, 2020)